# De Engel (Amsterdam)
De Engel is een beeldhouwwerk van Han Richters geplaatst op het gebouw Blankenstraat 2 te Amsterdam-Centrum.
Richters ontwierp het beeld op verzoek van de Nederlands Hervormde Gemeente die hier ter plaatse een nieuw wijkgebouw opende in 1952. De inspiratie voor deze seraf haalde Richters uit Jesaja 6:2. Het stelt een engel met zes vleugels voor, twee om het gezicht te bedekken, twee om het onderlichaam de bedekken en twee om mee te vliegen. De profeet Jesaja klaagde dat hij onrein was en de seraf vloog naar hem toe "met een gloeiende kool, die hij met een tang van het altaar genomen had". Dat is het moment dat hier wordt verbeeld. De engel raakte met de kool de lippen van Jesaja aan en zei dat hij daarmee gereinigd was. Het zou de heiligheid Gods uitbeelden, die door de mens kan worden verstaan. De Hervormde Gemeente betrok hier een wijkcentrum, dat werd gebouwd na een grondige sanering van het terrein. Voorheen stond hier de oliefabriek van de N.V. Godol, de veertien meter hoge schoorsteen van die fabriek bleef bewaard en dient als sokkel voor het beeld. Op 11 oktober 1952 werd het drie meter hoge beeld geplaatst en vond de opening van het wijkgebouw plaats.
Stadsdichter Robert Anker schreef er nog een gedicht over, hij legde de link naar de in zijn ogen armoedige woninkjes die hier eind 19e eeuw werden gebouwd. Toen een zegen voor het overbevolkte Amsterdam, maar al snel vervloekt als te klein, armoedig en snel verloederd. Na verloop van tijd werd het gebouw naar het beeld vernoemd.

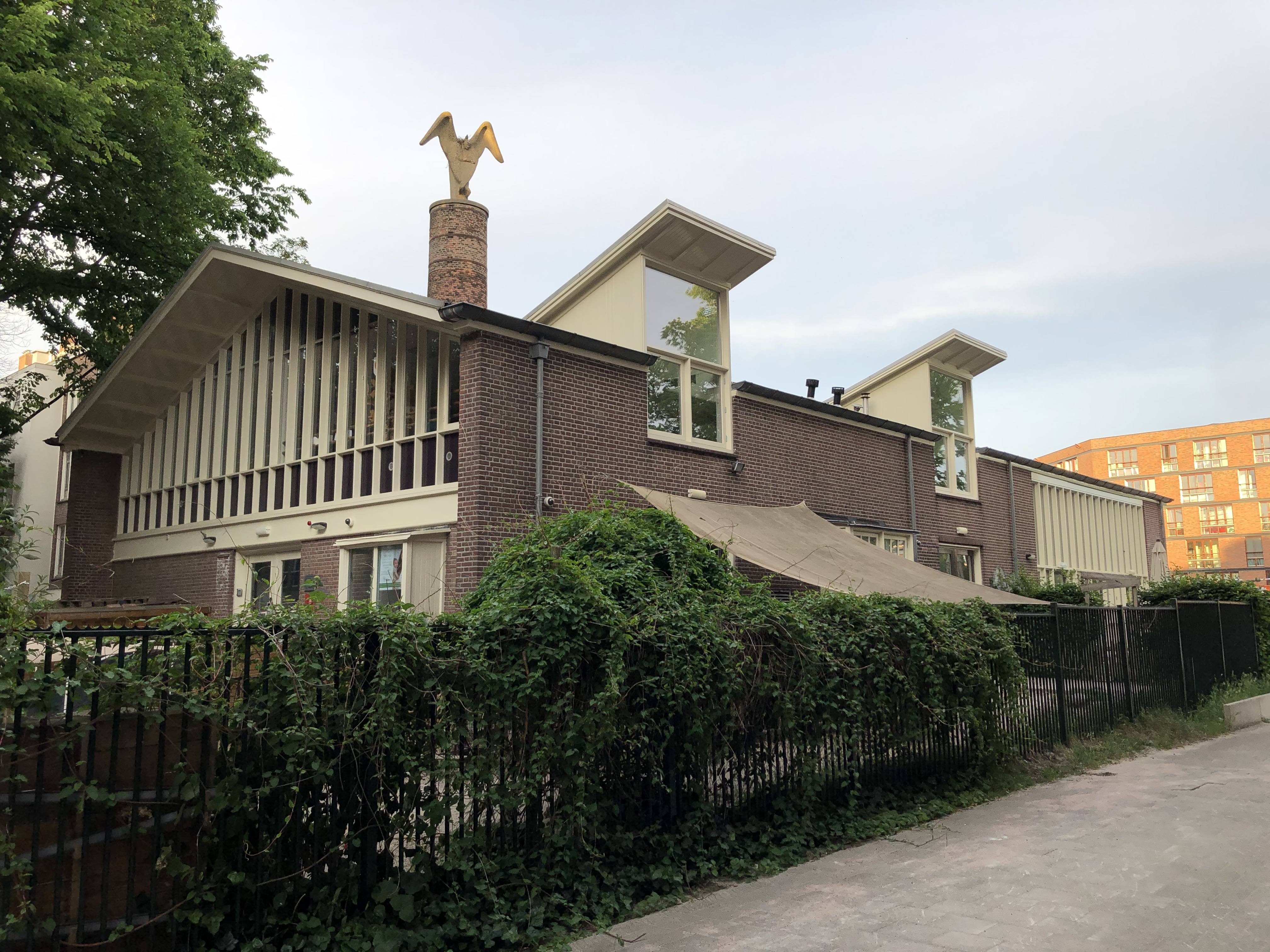
Blankenstraat 2, het gebouw waar De Engel op is geplaatst.